# Story megye
Story megye az Amerikai Egyesült Államokban, azon belül Iowa államban található. Megyeszékhelye Nevada, legnagyobb városa Ames. Lakosainak száma 98 537 fő (2020. április 1.). Story megye Hardin, Polk, Hamilton, Marshall, Jasper és Boone megyékkel határos.

## Népesség
A megye népességének változása:
| Lakosok száma | 89 595 | 90 834 | 91 630 | 92 406 | 96 021 | 98 537 |
|               | 2010   | 2011   | 2012   | 2013   | 2015   | 2020   |